# Abel Rodríguez Céspedes
Abel Rodríguez Céspedes (Piedras, Tolima 24 de mayo de 1947 -Bogotá, 20 de agosto de 2020) fue un docente, sindicalista y político colombiano.

## Biografía
Nacido en Piedras (Tolima). En 1965 se graduó de la Normal Nacional de Varones de Ibagué (Tolima) , en 1966 ejerció como docente en una escuela ubicada en una vereda del departamento del Huila. Para 1969 se radicó en Bogotá, y fue maestro en el barrio San Pablo. Fue presidente de la Asociación Distrital de Educadores (ADE), al mismo tiempo que estudiaba Licenciatura en español y Literatura en la Universidad Pedagógica Nacional.
En 1979 como dirigente sindical logró la promulgación del Estatuto docente. Participó en la creación de la Central Unitaria de Trabajadores (CUT) en 1986, y lideró el Movimiento Pedagógico Nacional que abrió el camino a la Ley General de Educación en 1994. Fue presidente de la Federación Colombiana de Educadores (Fecode) y concejal de Bogotá en el periodo 1988-1990.
Electo como miembro de la Asamblea Nacional Constituyente de 1991, por la Alianza Democrática M-19. En 1995 fue designado gerente del primer Plan Decenal de Educación y luego viceministro de Educación. Fue secretario de Educación de Bogotá entre 2004 y 2008. La Universidad Pedagógica Nacional le otorgó un título Honoris Causa, por sus aportes a la educación de Colombia.
Falleció el 20 de agosto de 2020 por Covid-19.